# Casa Coderch (Sant Gervasi)
La casa Coderch és un habitatge unifamiliar racionalista situat a la plaça Calvó, cantonada amb el carrer dels Quatre Camins, al barri de Sant Gervasi de Barcelona. Va ser dissenyat i construït el 1946 per l'arquitecte Josep Antoni Coderch i de Sentmenat, pocs anys després de casar-se amb Ana Maria Giménez, on hi va residir fins a la seva mort, el 1984, i on hi va instal·lar el seu despatx professional.
L'edifici es va construir en un solar propietat de la família, per encàrrec del pare de Coderch. Hi va fer dues cases iguals, la més propera a la plaça Calvó per a ell, i l'altra per al seu germà.
Anys més tard, el 2007, l'arquitecte Carles Ferrater va fer una restauració de l'edifici.